# Jóhiszeműség
A jóhiszeműség a polgári jog, a polgári perrendtartás, valamint a közigazgatási perrendtartás egyik alapelve. Ellentétpárja a rosszhiszeműség.
A "bona fides" (jóhiszeműség)  követelménye már az ókori római jog egyik elve volt.  A polgári jogviszonyok tekintetében már az 1803-as  Code Civil úgy rendelkezett, hogy magánjogi szerződésekkel nem lehet megváltoztatni a közrendet („ordre public”) és a jó erkölcsöt („bonnes moeurs”) illető törvényeket.

## A polgári jogban
A hatályos Polgári Törvénykönyv egyik alapelve a jóhiszeműség és tisztesség elve, amely szerint [a] jogok gyakorlása és a kötelezettségek teljesítése során a felek a jóhiszeműség és tisztesség követelményének megfelelően kötelesek eljárni. A jóhiszeműség és tisztesség követelményét sérti az is, akinek joggyakorlása szemben áll olyan korábbi magatartásával, amelyben a másik fél okkal bízhatott.
A jóhiszeműség a jogalany olyan elmeállapota, amelyben a látszat szerint fennálló jogi helyzettel ellentétes valóságos helyzetről nem tud. A fogalmat azonban gyakran nemcsak ismeretállapotként, hanem társadalmi elvárásoknak megfelelő magatartásként is értelmezik. Ennek a kiterjesztő felfogásnak megfelelően meglétét csak akkor ismerik el, ha a jogalany nemcsak nem tud a valóságos helyzetről,hanem arról való tudomása sem várható el.

## Az iparjogvédelemben
- Jóhiszemű és ellenérték fejében jogot szerző harmadik személlyel szemben a szabadalommal kapcsolatos bármely jogra csak akkor lehet hivatkozni, ha azt a szabadalmi lajstromba bejegyezték.[5]
- Jóhiszemű és ellenérték fejében jogot szerző harmadik személlyel szemben a védjeggyel kapcsolatos bármely jogra csak akkor lehet hivatkozni, ha ezt a jogot a védjegylajstromba bejegyezték.[6]

## A polgári eljárásjogban
A jóhiszeműség elve kimondja, hogy a felek és más perbeli személyek eljárási jogaik gyakorlása és kötelezettségeik teljesítése során jóhiszeműen kötelesek eljárni. A bíróság azt a felet vagy más perbeli személyt, aki a jóhiszeműség követelményével ellentétes magatartást tanúsít, pénzbírság megfizetésére kötelezi, valamint az e törvényben meghatározott más jogkövetkezménnyel sújtja.